# Heptathlon aux Jeux olympiques d'été de 2020
Pour des articles plus généraux, voir Athlétisme aux Jeux olympiques d'été de 2020 et Épreuves combinées aux Jeux olympiques (athlétisme).
Navigation
Rio 2016 Paris 2024
Le concours de l'heptathlon aux Jeux olympiques de 2020 se déroule les 4 et 5 août 2021 au Stade olympique national de Tokyo, au Japon.

## Records
Avant cette compétition, les records dans cette discipline étaient les suivants : 
| Record du monde  | Jackie Joyner-Kersee (USA) | 7 291 pts | Séoul | 23 et 24 septembre 1988 |
| Record olympique | Jackie Joyner-Kersee (USA) | 7 291 pts | Séoul | 23 et 24 septembre 1988 |

## Résultats

### Classement général
| Rang               | Athlète                   | Pays            | Points | 100 m h      | SH          | LP          | 200 m        | SL          | LJ          | 800 m             |
| ------------------ | ------------------------- | --------------- | ------ | ------------ | ----------- | ----------- | ------------ | ----------- | ----------- | ----------------- |
| Médaille d'or      | Nafissatou Thiam          | Belgique        | 6791   | 1044 13 s 54 | 1132 1,92 m | 849 14,82 m | 896 24 s 90  | 1040 6,60 m | 951 54,68 m | 879 2 min 15 s 98 |
| Médaille d'argent  | Anouk Vetter              | Pays-Bas        | 6689   | 1111 13 s 09 | 978 1,80 m  | 880 15,29 m | 999 23 s 81  | 997 6,47 m  | 883 51,20 m | 841 2 min 18 s 72 |
| Médaille de bronze | Emma Oosterwegel          | Pays-Bas        | 6590   | 1071 13 s 36 | 978 1,80 m  | 746 13,28 m | 957 24 s 25  | 940 6,29 m  | 949 54,60 m | 949 2 min 11 s 09 |
| 4                  | Noor Vidts                | Belgique        | 6571   | 1099 13 s 17 | 1016 1,83 m | 816 14,33 m | 1010 23 s 70 | 949 6,32 m  | 702 41,80 m | 979 2 min 9 s 05  |
| 5                  | Kendell Williams          | États-Unis      | 6508   | 1129 12 s 97 | 978 1,80 m  | 688 12,41 m | 981 24 s 00  | 1030 6,57 m | 836 48,78 m | 866 2 min 16 s 91 |
| 6                  | Annie Kunz                | États-Unis      | 6420   | 1052 13 s 49 | 978 1,80 m  | 871 15,15 m | 969 24 s 12  | 949 6,32 m  | 721 42,77 m | 880 2 min 15 s 93 |
| 7                  | Carolin Schäfer           | Allemagne       | 6419   | 1081 13 s 29 | 978 1,80 m  | 793 13,99 m | 949 24 s 33  | 783 5,78 m  | 940 54,10 m | 895 2 min 14 s 82 |
| 8                  | Ivona Dadic               | Autriche        | 6403   | 1034 13 s 61 | 1016 1,83 m | 801 14,10 m | 949 24 s 33  | 883 6,11 m  | 829 48,40 m | 891 2 min 15 s 10 |
| 9                  | Erica Bougard             | États-Unis      | 6379   | 1103 13 s 14 | 1054 1,86 m | 707 12,69 m | 973 24 s 08  | 868 6,06 m  | 794 46,60 m | 880 2 min 15 s 92 |
| 10                 | Zheng Ninali              | Chine           | 6318   | 1084 13 s 27 | 978 1,80 m  | 764 13,55 m | 928 24 s 56  | 887 6,12 m  | 717 42,60 m | 960 2 min 10 s 35 |
| 11                 | Verena Mayr               | Autriche        | 6310   | 1028 13 s 65 | 941 1,77 m  | 767 13,59 m | 929 24 s 55  | 887 6,12 m  | 763 44,95 m | 995 2 min 7 s 92  |
| 12                 | Ekaterina Voronina        | Ouzbékistan     | 6298   | 952 14 s 19  | 941 1,77 m  | 778 13,76 m | 917 24 s 67  | 883 6,11 m  | 858 49,88 m | 969 2 min 9 s 73  |
| 13                 | Xénia Krizsán             | Hongrie         | 6295   | 1039 13 s 58 | 903 1,74 m  | 779 13,78 m | 890 24 s 96  | 813 5,88 m  | 872 50,59 m | 999 2 min 7 s 65  |
| 14                 | Evelis Aguilar            | Colombie        | 6214   | 994 13 s 89  | 830 1,68 m  | 755 13,42 m | 976 24 s 05  | 940 6,29 m  | 761 44,85 m | 958 2 min 10 s 45 |
| 15                 | Odile Ahouanwanou         | Bénin           | 6186   | 1078 13 s 31 | 903 1,74 m  | 891 15,45 m | 995 24 s 12  | 871 6,07 m  | 743 43,96 m | 705 2 min 29 s 05 |
| 16                 | Adrianna Sulek            | Pologne         | 6164   | 1039 13 s 58 | 1016 1,83 m | 714 12,80 m | 965 24 s 16  | 828 5,93 m  | 607 36,84 m | 995 2 min 7 s 92  |
| 17                 | Maria Huntington          | Finlande        | 6135   | 1094 13 s 20 | 978 1,80 m  | 694 12,49 m | 933 24 s 50  | 880 6,10 m  | 723 42,91 m | 833 2 min 19 s 28 |
| 18                 | María Vicente             | Espagne         | 6117   | 1059 13 s 44 | 941 1,77 m  | 707 12,70 m | 1029 23 s 50 | 905 6,18 m  | 611 37,04 m | 865 2 min 16 s 99 |
| 19                 | Vanessa Grimm             | Allemagne       | 6114   | 995 13 s 88  | 941 1,77 m  | 829 14,52 m | 884 25 s 03  | 831 5,94 m  | 759 44,75 m | 875 2 min 16 s 27 |
| 20                 | Georgia Ellenwood         | Canada          | 6077   | 1055 13 s 47 | 1016 1,83 m | 687 12,39 m | 932 24 s 51  | 807 5,86 m  | 746 44,11 m | 834 2 min 19 s 21 |
| -                  | Nadine Broersen           | Pays-Bas        | DNF    | 1015 13 s 74 | 978 1,80 m  | 827 14,50 m | 835 25 s 57  | DNS         | DNS         | DNS               |
| -                  | Katarina Johnson-Thompson | Grande-Bretagne | DNF    | 1084 13 s 27 | 1054 1,86 m | 748 13,31 m | DQ           | DNS         | DNS         | DNS               |
| -                  | Marthe Koala              | Burkina Faso    | DNF    | 1114 13 s 07 | 903 1,74 m  | 697 12,54 m | DNS          | DNS         | DNS         | DNS               |
| -                  | Yorgelis Rodríguez        | Cuba            | DNF    | DNF          | DNS         | DNS         | DNS          | DNS         | DNS         | DNS               |

## Légende
Records et Performances
- AR : Record continental (area record)
- CR : Record des championnats (championship record)
- MR : Record du meeting (meet record)
- NR : Record national (national record)
- OR : Record olympique (olympic record)
- PR : Record paralympique (paralympic record)
- PB : Record personnel (personal best)
- SB : Meilleure performance personnelle de la saison (season's best)
- WL : Meilleure performance mondiale de l'année (world leader)
- WJR : Record du monde junior (world junior record)
- WR : Record du monde (world record)

Circonstances et Conditions
- DNF : N'a pas terminé (did not finish)
- DNS : N'a pas pris le départ (did not start)
- DQ : Disqualification (disqualification)
- NM : Aucun essai valable enregistré (No Mark)
- Q : Qualifié « directement » au prochain tour (ou à la prochaine compétition), lors d'une compétition majeure, grâce au classement ou à la réalisation des minima (automatic qualifier)
- q : Qualifié au prochain tour (ou à la prochaine compétition), lors d'une compétition majeure, grâce au repêchage ou à la réalisation de l'une des meilleures performances parmi celles des « non qualifiés directement » (grâce au meilleur temps ou à la meilleure distance par exemple) (secondary qualifier)